# La Malédiction : L'Origine
Pour les articles homonymes, voir  Malédiction et Omen.
Série La Malédiction
La Malédiction
(2006)
Pour plus de détails, voir Fiche technique et Distribution.
La Malédiction : L'Origine, ou La Malédiction : Le Commencement au Québec (The First Omen), est un film américano-italien réalisé par Arkasha Stevenson, sorti en 2024. Sixième film de la franchise La Malédiction, il s'agit d'une préquelle du premier film sorti en 1976.

## Synopsis
Margaret est envoyée à Rome pour être au service de l'Église. Elle va y découvrir une terrible conspiration pour faire naître un enfant qui serait l'Antéchrist.

## Fiche technique
Sauf indication contraire, les informations mentionnées dans cette section peuvent être confirmées par la base de données cinématographiques IMDb,  présente dans la section « Liens externes ».
- Titre original : The First Omen
- Titre français : La Malédiction : L'Origine
- Titre québécois : La Malédiction : Le Commencement[2]
- Réalisation : Arkasha Stevenson
- Scénario : Tim Smith, Arkasha Stevenson et Keith Thomas, d'après une histoire de Ben Jacoby et d'après les personnages créés par David Seltzer
- Musique : Mark Korven
- Direction artistique : Marco Cardilli, Olga Djurdjevic, Tiziana Liberotti et Andrea Migliaccio
- Décors : Eve Stewart, Beverley Dunn et Blake Muir[3]
- Costumes : Paco Delgado
- Photographie : Aaron Morton
- Son : Michael Babcock, Ric Schnupp, David Semon, Jonathan Wales
- Montage : Amy E. Duddleston et Bob Murawski
- Production : David S. Goyer et Keith Levine
  - Production exécutive : Nuno Martins et Aleksandar Leka Tadic
  - Production déléguée : Whitney Brown, Cristina Giubbetti, Andrew Pfeffer, Tim Smith et Gracie Wheelan
- Sociétés de production :
  - États-Unis : Phantom Four Films, en association avec TSG Entertainment, présenté par 20th Century Studios
  - Italie : Cattleya et Kiwii
- Sociétés de distribution : 20th Century Studios et Walt Disney Studios Motion Pictures (États-Unis, Canada) ; Walt Disney Studios Motion Pictures International (France, Belgique) ; Walt Disney Studios Motion Pictures Italia (Italie)
- Budget : 30 millions de $[4]
- Pays de production :  États-Unis,  Italie[5]
- Langue originale : anglais
- Format : couleur — 1,85:1 — 35 mm / Digital
- Genre : épouvante-horreur
- Durée : 119 minutes
- Dates de sortie[6] :
  - États-Unis, Québec, Italie : 5 avril 2024[2]
  - France, Belgique, Suisse romande : 10 avril 2024[7],[8],[9]
- Classification :
  - États-Unis : les enfants de moins de 17 ans doivent être accompagnés d'un adulte (R – Restricted)[N 1]
  - Italie : interdit aux moins de 14 ans (VM14 - Vietato ai Minori di 14 anni)
  - France : interdit aux moins de 16 ans[10],[N 2]
  - Belgique : potentiellement préjudiciable jusqu'à 16 ans (KNT/ENA : Kinderen Niet Toegelaten  / Enfants Non Admis)[8],[11],[N 3]
  - Suisse romande : interdit aux moins de 16 ans[12]
  - Québec : 13 ans et plus (horreur) (13+ / 13 years and over)[2]

## Distribution
- Nell Tiger Free (VF : Marion Peronnet ; VQ : Lauriane S. Thibodeau) : Margaret
- Sônia Braga (VF : Annie Sinigalia ; VQ : Élise Bertrand) : sœur Silvia
- Ralph Ineson (VF : Jérémie Covillault ; VQ : Louis-Philippe Dandenault) : père Brennan
- Bill Nighy (VF et VQ : Jean-Pol Brissart) : cardinal Lawrence
- Tawfeek Barhom (VF : Maxime Baudoin ; VQ : Alexandre Bacon) : père Gabriel
- Nicole Sorace (VF : Jaynélia Coadou ; VQ : Emma Bao Linh) : Carlita Scianna
- Maria Caballero (VF : Julie Cavanna ; VQ : Célia Gouin-Arsenault) : Luz
- Charles Dance (VF : Philippe Catoire ; VQ : Jean-Marie Moncelet) : père Harris
- Ishtar Currie-Wilson : sœur Anjelica
- Andrea Arcangeli (VF et VQ : Jean-Marco Montalto) : Paolo
- Anton Alexander : père Spiletto
- Rachel Hurd-Wood : Katherine Thorn

## Production
En avril 2016, une préquelle du premier volet La Malédiction (1976) de Richard Donner est annoncée en développement. Alors que Ben Jacoby est annoncé comme scénariste, Antonio Campos est envisagé à la réalisation.
En mai 2022, 20th Century Studios développe finalement le projet avec Arkasha Stevenson, qui réalise son premier long métrage. David S. Goyer, Keith Levine et Gracie Wheelan produisent le film via Phantom Four. Nell Tiger Free est annoncé en août 2022.
Le tournage débute en janvier 2023,. Il se déroule notamment à Rome et Viterbe.

## Incohérences
- Dans le film original le père Brennan parle de la mère de Damien comme étant un chacal. Le corps de l'animal est d'ailleurs retrouvé dans ce même film par les personnages interprétés par Gregory Peck et David Warner dans une tombe appartenant à une femme. Dans le préquel la mère de Damien est une nonne orpheline conçue spécialement pour donner naissance à l'antéchrist, elle dispose de la marque mais reste un simple être humain.

De plus, le père de Damien n'est plus directement le diable lui même mais un chacal démoniaque contrôlé par un culte catholique et périssant visiblement dans les flammes à la fin du film. L'apparence humanoïde de ce chacal diffère notamment des ossements retrouvés dans le film original.
- Le père Brennan est ici dépeint comme étant un homme de Dieu souhaitant détruire la progéniture de Satan. Dans le film original, Brennan est un ancien sataniste qui a assisté à la conception de Damien et est en quête de rédemption.
- Dans le film original et l'ensemble de la saga, il est mentionné à plusieurs reprises que la conception de Damien est du fait de satanistes, tandis que dans le préquel il s'agit d'un groupe de catholiques radicaux dont l'objectif est de faire naître le fils du diable sur Terre pour donner un nouvel élan à la foi.
- Le film original et l'ensemble de la saga ne font à aucun moment mention de la sœur de Damien dont nous apprenons l'existence à la fin du préquel.

## Éditions en vidéo
- En France, le film La Malédiction : L'Origine sortira en DVD[19] et Blu-ray[20] le 14 août 2024. Le film sortira également en VOD le 8 août 2024[7].
- Au Québec, le film sortira en VSD le 28 mai 2024, sur Disney+ le 30 mai 2024 et en DVD et Blu-ray le 30 juillet 2024[2].